# Liste der Renn-Sieger der Supersport-300-Weltmeisterschaft
Die Liste aller Renn-Sieger der Supersport-300-Weltmeisterschaft beinhaltet alle Fahrer, Konstrukteure und Nationen die in der seit 2017 bestehenden Supersport-300-Weltmeisterschaft mindestens ein Rennen gewinnen konnten.
(Stand: 14. Juni 2025)
Carter Thompson war auf dem Misano World Circuit Marco Simoncelli am 14. Juni 2025 der insgesamt 37. Fahrer, der mindestens einen Supersport-300-Weltmeisterschaftslauf gewann.

## Nach Fahrern
Die in der Saison 2025 aktiven Fahrer sind jeweils grün hervorgehoben.
| Platz | Fahrer                | Nation                 | Siege | Starts | Quote   | von  | bis  | Siege je Konstrukteur    | Konstrukteur 2025 |
| ----- | --------------------- | ---------------------- | ----- | ------ | ------- | ---- | ---- | ------------------------ | ----------------- |
| 1     | Jeffrey Buis**        | Niederlande            | 17    | 74     | 22,97 % | 2019 | 2025 | Kawasaki (11), KTM (6)   | KTM               |
| 2     | Ana Carrasco*         | Spanien                | 7     | 50     | 14 %    | 2017 | 2021 | Kawasaki                 |                   |
|       | Marc García*          | Spanien                | 7     | 51     | 13,73 % | 2017 | 2024 | Yamaha (5), Kawasaki (2) |                   |
|       | Mirko Gennai          | Italien                | 7     | 45     | 2,22 %  | 2020 | 2025 | Yamaha (4), Kawasaki (3) | Kawasaki          |
| 5     | Scott Deroue          | Niederlande            | 6     | 40     | 15 %    | 2017 | 2020 | Kawasaki                 |                   |
|       | Adrián Huertas*       | Spanien                | 6     | 26     | 23,08 % | 2020 | 2021 | Kawasaki                 |                   |
| 7     | Victor Steeman        | Niederlande            | 5     | 42     | 11,9 %  | 2018 | 2022 | Kawasaki (4), KTM (1)    |                   |
| 8     | Bahattin Sofuoğlu     | Türkei                 | 4     | 34     | 11,76 % | 2018 | 2021 | Yamaha                   |                   |
| 9     | Manuel González*      | Spanien                | 3     | 17     | 17,65 % | 2017 | 2019 | Kawasaki                 |                   |
|       | Mika Pérez            | Spanien                | 3     | 36     | 8,33 %  | 2017 | 2020 | Honda (2), Kawasaki (1)  |                   |
|       | Tom Booth-Amos        | Vereinigtes Königreich | 3     | 27     | 11,11 % | 2020 | 2021 | Kawasaki                 |                   |
|       | Matteo Vannucci       | Italien                | 3     | 15     | 13,33 % | 2022 | 2025 | Yamaha                   | Yamaha            |
|       | Loris Veneman         | Niederlande            | 3     | 14     | 7,11 %  | 2023 | 2024 | Kawasaki                 |                   |
|       | Iñigo Iglesias        | Spanien                | 3     | 44     | 2,27 %  | 2020 | 2024 | Kawasaki                 |                   |
| 14    | Galang Hendra Pratama | Indonesien             | 2     | 21     | 9,5 %   | 2017 | 2024 | Yamaha                   | Yamaha            |
|       | Koen Meuffels         | Niederlande            | 2     | 44     | 4,55 %  | 2018 | 2021 | KTM / Kawasaki (je 1)    |                   |
|       | Samuel Di Sora        | Frankreich             | 2     | 50     | 4 %     | 2019 | 2024 | Kawasaki                 |                   |
|       | Álvaro Díaz*          | Spanien                | 2     | 33     | 6,06 %  | 2021 | 2022 | Yamaha                   |                   |
|       | Yuta Okaya            | Japan                  | 2     | 48     | 5,16 %  | 2019 | 2022 | Kawasaki                 |                   |
|       | Petr Svoboda          | Tschechien             | 2     | 35     | 5,71 %  | 2021 | 2025 | Kawasaki                 | Kawasaki          |
|       | Bruno Ieraci          | Italien                | 2     | 50     | 2,5 %   | 2019 | 2024 | Kawasaki                 |                   |
|       | Dirk Geiger           | Deutschland            | 2     | 19     | 5,26 %  | 2021 | 2023 | Kawasaki / KTM (je 1)    |                   |
|       | Daniel Mogeda         | Spanien                | 2     | 44     | 2,27 %  | 2020 | 2025 | Kawasaki                 | Kawasaki          |
|       | Aldi Mahendra*        | Indonesien             | 2     | 20     | 10 %    | 2022 | 2024 | Yamaha                   |                   |
|       | Julio Garcia González | Spanien                | 2     | 27     | 3,7 %   | 2022 | 2025 | Kove / Kawasaki (je 1)   |                   |
|       | Beñat Fernández       | Spanien                | 2     | 8      | 25 %    | 2025 | 2025 | Kove                     | Kove              |
| 27    | Alfonso Coppola       | Italien                | 1     | 38     | 2,63 %  | 2017 | 2023 | Yamaha                   |                   |
|       | Luca Grünwald         | Deutschland            | 1     | 8      | 12,5 %  | 2018 | 2018 | KTM                      |                   |
|       | Manuel Bastianelli    | Italien                | 1     | 19     | 5,26 %  | 2017 | 2019 | Kawasaki                 |                   |
|       | Daniel Valle          | Spanien                | 1     | 17     | 5,88 %  | 2017 | 2018 | Yamaha                   |                   |
|       | Kevin Sabatucci       | Italien                | 1     | 56     | 1,82 %  | 2018 | 2025 | Yamaha                   | Kawasaki          |
|       | Unai Orradre          | Spanien                | 1     | 27     | 3,7 %   | 2019 | 2021 | Yamaha                   |                   |
|       | Hugo De Cancellis     | Frankreich             | 1     | 54     | 1,82 %  | 2019 | 2022 | Kawasaki                 |                   |
|       | Lennox Lehmann        | Deutschland            | 1     | 25     | 4 %     | 2021 | 2023 | KTM                      |                   |
|       | Unai Calatayud        | Spanien                | 1     | 27     | 3,7 %   | 2023 | 2025 | Yamaha                   | Yamaha            |
|       | David Salvador        | Spanien                | 1     | 27     | 3,7 %   | 2023 | 2025 | Yamaha                   | Kawasaki          |
|       | Carter Thompson       | Australien             | 1     | 16     | 6,25 %  | 2024 | 2025 | Kawasaki                 | Kawasaki          |

* = Anzahl der Weltmeistertitel

## Nach Konstrukteuren

Rekordhalter Yamaha

Die in der Saison 2025 aktiven Konstrukteure sind jeweils grün hervorgehoben.
| Platz | Konstrukteur | Nation              | Siege | Starts | Quote   | von  | bis  | Erfolgreichste Fahrer (Siege)                                                                          |
| ----- | ------------ | ------------------- | ----- | ------ | ------- | ---- | ---- | --- |
| 1     | Kawasaki     | Japan               | 66    | 72     | 68,06 % | 2017 | 2025 | Jeffrey Buis (11), Ana Carrasco (7), Scott Deroue / Adrián Huertas (je 6)                              |
| 2     | Yamaha       | Japan               | 27    | 72     | 25 %    | 2017 | 2025 | Marc García (5), Bahattin Sofuoğlu / Mirko Gennai (je 4)                                               |
| 3     | KTM          | Österreich          | 11    | 54     | 5,56 %  | 2017 | 2025 | Jeffrey Buis (6), Koen Meuffels / Luca Grünwald / Victor Steeman / Dirk Geiger / Lennox Lehmann (je 1) |
| 4     | Honda        | Japan               | 2     | 18     | 11,11 % | 2017 | 2019 | Mika Pérez                                                                                             |
|       | Kove         | Volksrepublik China | 3     | 54     | 5,56 %  | 2023 | 2025 | Beñat Fernández (2), Julio Garcia González (1)                                                         |

## Nach Nationen
| Platz | Nation         | Siege | Fahrer | Erfolgreichste Fahrer (Siege)                           |
| ----- | -------------- | ----- | ------ | ------------------------------------------------------- |
| 1     | Spanien        | 40    | 12     | Ana Carrasco / Marc García (je 7), Adrián Huertas (6)   |
| 2     | Niederlande    | 33    | 5      | Jeffrey Buis (17), Scott Deroue (6), Victor Steeman (5) |
| 3     | Italien        | 15    | 6      | Mirko Gennai (7),Matteo Vannucci (3), Bruno Ieraci (2)  |
| 4     | Türkei         | 4     | 1      | Bahattin Sofuoğlu                                       |
|       | Deutschland    | 4     | 3      | Dirk Geiger (2), Luca Grünwald / Lennox Lehmann (je 1)  |
|       | Indonesien     | 4     | 2      | Galang Hendra Pratama / Aldi Mahendra (je 2)            |
| 7     | Frankreich     | 3     | 2      | Samuel Di Sora (2), Hugo De Cancellis (1)               |
|       | Großbritannien | 3     | 1      | Tom Booth-Amos                                          |
| 9     | Japan          | 2     | 1      | Yuta Okaya                                              |
|       | Tschechien     | 2     | 1      | Petr Svoboda                                            |
| 11    | Australien     | 1     | 1      | Carter Thompson                                         |

fett = in der Saison 2025 aktive Fahrer